# London Critics’ Circle Film Award/Bester Hauptdarsteller
Seit 1984 wird bei den London Critics’ Circle Film Awards der beste Hauptdarsteller geehrt.
Daniel Day-Lewis und Joaquin Phoenix wurden als einzige Schauspieler bisher zweimal ausgezeichnet.

## Preisträger
Anmerkung: Die Preisverleihung bezieht sich immer auf Filme des vergangenen Jahres, Preisträger von 2007 wurden also für ihre Leistungen von 2006 ausgezeichnet.
| Jahr | Preisträger          | Film |
| ---- | -------------------- | --- |
| 1984 | Ben Kingsley         | Gandhi |
| 1985 | Albert Finney        | Unter dem Vulkan (Under the Volcano)                                                                        |
| 1986 | Richard Farnsworth   | Der Fuchs (The Grey Fox)                                                                                    |
| 1986 | James Mason          | Die letzte Jagd (The Shooting Party)                                                                        |
| 1987 | William Hurt         | Kuß der Spinnenfrau (Kiss of the Spider Woman)                                                              |
| 1987 | Bob Hoskins          | Mona Lisa                                                                                                   |
| 1988 | Gary Oldman          | Das stürmische Leben des Joe Orton (Prick Up Your Ears)                                                     |
| 1988 | Sean Connery         | The Untouchables – Die Unbestechlichen (The Untouchables)                                                   |
| 1989 | Stéphane Audran      | Babettes Fest (Babettes gæstebud)                                                                           |
| 1989 | Leo McKern           | Reise in den Norden (Travelling North)                                                                      |
| 1990 | Daniel Day-Lewis     | Mein linker Fuß (My Left Foot)                                                                              |
| 1991 | Philippe Noiret      | Cinema Paradiso (Nuovo cinema Paradiso)                                                                     |
| 1992 | Gérard Depardieu     | Cyrano von Bergerac (Cyrano de Bergerac)                                                                    |
| 1993 | Robert Downey, Jr.   | Chaplin |
| 1994 | Anthony Hopkins      | Was vom Tage übrig blieb (The Remains of the Day)                                                           |
| 1995 | John Travolta        | Pulp Fiction                                                                                                |
| 1996 | Johnny Depp          | Ed Wood, Don Juan DeMarco                                                                                   |
| 1997 | Morgan Freeman       | Sieben (Seven)                                                                                              |
| 1998 | Geoffrey Rush        | Shine – Der Weg ins Licht                                                                                   |
| 1999 | Jack Nicholson       | Besser geht’s nicht (As Good as It Gets)                                                                    |
| 2000 | Kevin Spacey         | American Beauty                                                                                             |
| 2001 | Russell Crowe        | Gladiator                                                                                                   |
| 2002 | Billy Bob Thornton   | The Man Who Wasn’t There                                                                                    |
| 2003 | Michael Caine        | Der stille Amerikaner (The Quiet American)                                                                  |
| 2004 | Sean Penn            | Mystic River                                                                                                |
| 2005 | Jamie Foxx           | Ray |
| 2006 | Bruno Ganz           | Der Untergang                                                                                               |
| 2007 | Forest Whitaker      | Der letzte König von Schottland – In den Fängen der Macht (The Last King of Scotland)                       |
| 2008 | Daniel Day-Lewis     | There Will Be Blood                                                                                         |
| 2009 | Mickey Rourke        | The Wrestler                                                                                                |
| 2010 | Christoph Waltz      | Inglourious Basterds                                                                                        |
| 2011 | Colin Firth          | The King’s Speech                                                                                           |
| 2012 | Jean Dujardin        | The Artist                                                                                                  |
| 2013 | Joaquin Phoenix      | The Master                                                                                                  |
| 2014 | Chiwetel Ejiofor     | 12 Years a Slave                                                                                            |
| 2015 | Michael Keaton       | Birdman oder (Die unverhoffte Macht der Ahnungslosigkeit) (Birdman or (The Unexpected Virtue of Ignorance)) |
| 2016 | Tom Courtenay        | 45 Years |
| 2017 | Casey Affleck        | Manchester by the Sea                                                                                       |
| 2018 | Timothée Chalamet    | Call Me by Your Name                                                                                        |
| 2019 | Ethan Hawke          | First Reformed                                                                                              |
| 2020 | Joaquin Phoenix      | Joker |
| 2021 | Chadwick Boseman     | Ma Rainey’s Black Bottom                                                                                    |
| 2022 | Benedict Cumberbatch | The Power of the Dog                                                                                        |
| 2023 | Colin Farrell        | The Banshees of Inisherin                                                                                   |
| 2024 | Andrew Scott         | All of Us Strangers                                                                                         |
| 2025 | Ralph Fiennes        | Konklave |